# Rašica (gmina Lublana)
Rašica – wieś w Słowenii, w gminie miejskiej Lublana. W 2018 roku liczyła 165 mieszkańców. 